# Гасдрубал I
Гасдрубал I (погиб в 510 до н. э.) — карфагенский правитель (530—510 до н. э.), старший сын Магона.
Полководец из рода Магонидов. 11 раз был диктатором и 4 раза праздновал триумф. Погиб, получив рану во время войны в Сардинии. Оставил трёх сыновей: Ганнибала, Гасдрубала и Сапфона, власть передал брату Гамилькару.